# Dorje Phagmo
De Dorje Phagmo, ook wel Dorje Pakmo of Sera kandro, is in het Tibetaans boeddhisme de hoogste vrouwelijke tulku van de godin Vajravarahi. Een tulku is een lama, die uit mededogen is geïncarneerd om gelovigen te leiden op het pad naar verlichting. Ze wordt erkend als de toornige godheid Heruka. Dorje Phagmo betekent vertaald onvernietigbare diamanten zeug.
De Dorje Phagmo staat hoog aangeschreven en werd door tibetoloog Glenn Mullin beschreven als de hoogste Tibetaans boeddhistische lama na de dalai lama en de pänchen lama. Persoonlijke rangorde is niettemin een weinig aangehouden fenomeen binnen het Tibetaans boeddhisme die daarom weinig consequenties kent.

## Geschiedenis
In de 15e eeuw werd de prinses Chökyi Dronma erkend als de reïncarnatie van de Indiase godin Vajra Varahi, die in het Tibetaans boeddhisme bekendstaat als Dorje Phagmo. Na een persoonlijke tragedie liet ze zich ontdoen van haar koninklijke status en besloot ze verder door het leven te gaan als non en werd ze een van de drie belangrijkste religieuze meesters van haar tijdperk. Na haar dood erkenden de Tibetaanse meesters en volgelingen van de prinses een jong meisje als haar incarnatie, de eerste in een lange lijn van invloedrijke vrouwelijke tulku's.
Haar zetel is het Tibetaanse klooster Samding (letterlijk de tempel van zwevende meditatie). Totdat het vernietigd werd, was het klooster uniek, omdat de helft van de gelovigen bestond uit monniken en de andere helft uit nonnen, terwijl het hoofd van het klooster altijd een vrouw is geweest.
In de uitbeeldingen op thangka's wordt ze meestal getoond met het hoofd van een zeug die duidelijk uit haar hoofd tevoorschijn komt, waarmee geduid wordt op haar identiteit. In haar linkerhand houdt ze onder haar borst een schedel en met haar rechterhand zwaait ze met een mes.

## Twaalfde dorje phagmo

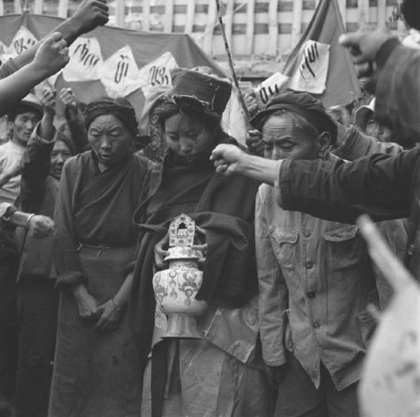
De twaalfde Dorje Phagmo en haar ouders tijdens een strijdbijeenkomst

De twaalfde dorje phagmo werd naar verluidt geboren in 1942, wat sommigen betwisten die beweren dat ze al een jaar eerder werd geboren, voordat de elfde dorje paghmo overleed. Ze werd niettemin erkend door de veertiende dalai lama Tenzin Gyatso. Als jongeling was ze in 1956 vicevoorzitter van de Boeddhistische Associatie, evenals de pänchen lama, terwijl de dalai lama voorzitter was. In 1958 ontving ze de bekrachtiging van Yamantaka van de dalai lama en de bekrachtiging van Vajrayogini van de leraar van de dalai lama en schrijver van het Tibetaans volkslied, de derde Trijang rinpoche Lobsang Yeshe Tenzin Gyatso.
De twaalfde dorje phagmo vluchtte in 1959 naar India maar keerde na korte tijd weer terug naar China. Zij werd lid van het adviesorgaan van de Politieke Consultatieve Conferentie van het Chinese Volk alsmede lid van het Nationaal Volkscongres. Tijdens de Culturele Revolutie werd zij het slachtoffer van vernedering tijdens strijdbijeenkomsten. Zij had toen al haar celibaatsgelofte verbroken, gehuwd en tijdens die bijeenkomsten zwanger van haar derde kind. In de jaren daarna volgde een scheiding van haar toenmalige echtgenoot. In 1984 hertrouwde zij.  
Na de opstand van 2008 leverde ze kritiek op de dalai lama en zijn volgelingen, omdat hij de basisleer en -percepties van het boeddhisme geweld aan zou doen. Daarnaast was Tibet volgens haar een donker en gewelddadig land voor de invasie van Tibet door het Volksbevrijdingsleger in 1950-51.